# Donalds Hunde-Waschmaschine
Donalds Hunde-Waschmaschine ist ein US-amerikanischer Zeichentrick-Kurzfilm von Jack King aus dem Jahr 1940.

## Handlung
Donald Duck erfindet eine Hundewaschmaschine, die er aus einer alten Badewanne und einigen weiteren Materialien zusammensetzt. Nachdem er sie zusammengebaut hat, versucht er diese an Pluto zu testen, der aber wenig Interesse zeigt. Zunächst versucht er Pluto mit einem Gummiknochen zu locken, doch dies geht schief. Als Nächstes versucht er ihn mit einer Katzen-Handpuppe in die umgebaute Badewanne zu locken. Als Pluto näher kommt, gelingt es Donald ihn einzuseifen. Doch die Seife bringt Pluto zum Niesen und so landet Donald selbst in der Hunde-Waschmaschine. Nach der etwas rabiaten Waschung wird er noch mit Flohpulver eingesprüht und zum Trocknen aufgehängt. Donald nimmt es mit Humor und lacht zum Ende des Cartoons. Er scheint stolz auf seine Maschine zu sein.

## Hintergrund
Donald's Dog Laundry, so der Originaltitel, erschien am 5. April 1940 in den US-amerikanischen Kinos und wurde von RKO Pictures vertrieben. Clarence Nash synchronisierte Donald Duck in verschiedenen Sprachen.  Lee Millar übernahm die Geräusche von Pluto.
In Deutschland wurde der Film auf mehreren DVD und VHS unter dem Titel Donalds Hunde-Waschmaschine veröffentlicht, darunter Walt Disney Kostbarkeiten: Donald im Wandel der Zeit (2004), Alle lieben Donald (2003), Pluto präsentiert (1990, VHS) und in den 1980ern auf Donald Duck in die Größte Show der Welt.